# Offroad Wolves
Offroad Wolves — команда по трофи-рейдам, основанная в 2005 году Сергеем Савенко, одним из организаторов мотоклуба «Ночные волки» и Алексеем Голубевым.

## Девиз команды
Известная фраза Уинстона Черчилля: «If you are going through hell, keep going» — «Если попал в полосу адских трудностей, пусть только один — вперед».

## История
С 2007 года к команде присоединился экипаж в лице Александра Николаева и Дмитрия Калинина.
В разные годы в составе Offroad Wolves выступали экипажи Юрия Зуева и Сергея Волкова, Юрия Пшеничникова и Евгения Батарина, Сергея Хянинена и Павла Орлова.
Offroad Wolves становились победителями чемпионата России в командном зачёте три раза — в 2005, 2008 и 2009 году.
В 2005 году Алексей Голубев в сотрудничестве с мастерской Геннадия Хаинова создал самый успешный в истории российских трофи-рейдов спортпрототип — ТРХ-04 (Трофи Рейды Хаинов 04): автомобиль на пространственной раме, двигатель и коробка передач от Land Rover Defender. На машинах этой серии становились чемпионами в 2005, 2007 и 2009 годах.
Следующей совместной работой Алексея Голубева и Геннадия Хаинова стал прототип ТРХ-05 — первый в России трофимобиль с независимой подвеской типа McPherson. Весь 2007 год был посвящён доработке сложного проекта. В 2008 году благодаря этой машине команда стала призёром чемпионата России, заняв второе место. Затем проект был куплен нижегородской командой RR-Team. Взяв за основу эту удачную разработку, они построили два прототипа весом 1600 кг и выиграли в абсолютном зачете ЧР в 2010 и 2011 годах.
В 2009 году Алексей возвращается к проверенной и оперативно построенной к соревнованиям усовершенствованной модели ТРХ-04S и на ней выигрывает Чемпионат России 2009 и один из этапов ЧР 2010 в Орле.
С 2010 года начинается разработка следующего прототипа на базе команды Алексея Голубева в Мурино — плавающего автомобиля с независимой подвеской и с сухой массой в 1200 кг. За разработку отвечает гоночный инженер Константин Григорьев. Новая модель получает название TRG-06 (Trophy Raid Grigorev).
Автомобиль удалось построить только к середине 2011 года. На первом же выезде на этап ЧР в Костроме «Сусанин-Трофи» одержана победа.
Перенастроив автомобиль, Алексей с командой отправляется на международные соревнования «Хорватия Трофи 2012», которые проходят 26.04 — 04.05.2012.